# Сандокан
Сандокан је чувени измишљени гусар из касног 19. века, који се први пут појавио у роману објављеном 1883. Његов лик је створио италијански писац Емилио Салгари. Био је херој 11 авантуристичких романа. У региону Јужног кинеског мора познат је као „Малезијски тигар“.
Сандокан је предводник групе гусара познатих као Тигрови из Момпрачема. Они се боре против европских колонијалиста. Главни помоћник му је Јанез де Гомера, португалски храбри и духовити авантуриста. 
Име Сандокан је варијација имена града Сандакан на северном Борнеу. 
Наслови романа су:
- Мистерија црне џунгле (I Misteri della Jungla Nera, 1895)
- Малезијски гусари (I Pirati della Malesia, 1896)
- Тигрови из Момпрачема (Le Tigri di Mompracem, 1900)
- Два тигра (1904)
- Краљ мора (Il Re del Mare, 1906)
- Потрага за престолом (Alla conquista di un impero, 1907)
- Сандокан узвраћа (Sandokan alla riscossa, 1907)
- Повратак у Момпрачем (La riconquista del Mompracem, 1908)
- Браман (Il Bramino dell'Assam, 1911)
- Империја се руши (La caduta di un impero, 1911)
- Јанезова освета (La rivincita di Yanez, 1913)

## Сандокан у медијима
Серија филмова о Сандокану је снимљена 1960-их у Италији, са америчким главним глумцима.
- (1963) - Стив Ривс
- (1964) - Стив Ривс
- (1964) Реј Дентон
- (1964) Реј Дентон

Мини-серија из 6 делова о Сандокану је снимљена 1976. за европско тржиште. Насловну улогу је глумио индијски глумац Кабир Беди. 
Остали филмови:
- (1976)
- (1977)
- (1996)
- (1998)

Анимирани филмови: 
- Серија ББЦ из 1992, у којој је Сандокан анимирани тигар.
- Италијанска анимирана серија у три дела из 1998.